# Josef Prader
Josef Prader (* 3. Juli 1915 in Tschötsch, Brixen; † 21. Januar 2006 in Brixen) war römisch-katholischer Geistlicher aus Südtirol, Wissenschaftler und Autor für kanonisches Recht.

## Leben
Prader studierte nach seinem Abitur am Vinzentinum in Brixen Theologie am dortigen Priesterseminar. Am 29. Juni 1940 wurde er im Dom zu Brixen zum Priester geweiht. Nach seelsorgerischen Tätigkeiten in Cortina d’Ampezzo, St. Jakob im Ahrntal und Colle Santa Lucia studierte er Kirchenrecht an der Päpstlichen Universität „Gregoriana“ in Rom. Nach seiner Promotion wurde er zunächst Bischofssekretär (Hofkaplan) bei Bischof Joseph Gargitter. Danach wurde Prader Kanzler der Diözese Brixen. 1964 wurde er Offizial der neuen Diözese Bozen-Brixen und Eherichter am kirchlichen Regionalgericht.
Josef Prader wurde 1973 von Papst Paul VI. zum Mitglied der päpstlichen Kommission für die Reform des Kirchenrechts der katholischen orientalischen Kirchen (Kongregation für die orientalischen Kirchen) benannt. 1991 wurde Monsignore Josef Prader Konsultor des Päpstlichen Rates für die Auslegung der kirchlichen Gesetze. Bis 2004 war er Professor am päpstlichen orientalischen Institut ("Pontificio Instituto Orientale") in Rom.
Josef Prader war ein international gefragter Experte für Kanonisches Recht, das Recht der römisch-katholischen Weltkirche, und publizierte zahlreiche wissenschaftliche Veröffentlichungen über das internationale Ehe- und Familienrecht, über das lateinische kirchliche Eherecht, über das Eherecht der Ostkirchen und über den Islam.
Prader war zudem geistlicher Beistand der Marianischen Männerkongregation in Brixen.

## Werke
- Der Geschäftsverkehr der Seelsorgsämter, 1959.
- Das religiöse Eherecht der christlichen Kirchen, der Mohammedaner und der Juden unter besonderer Berücksichtigung der Staaten im Vorderen Orient, Frankfurt am Main 1973, ISBN 3-7875-5241-3.
- Die religiösen Eherechte der monotheistischen Religionen, 1973, ISBN 3-7875-5241-3.
- Das kirchliche Eherecht in der seelsorgerlichen Praxis: Orientierungshilfe für die Ehevorbereitung und Beratung in Krisenfällen, Bozen 1983, ISBN 88-7014-309-0.
- Die Ehe in der kirchlichen Rechtsordnung. Handbuch des Katholischen Kirchenrechtes, Regensburg 1999.
- Zusammen mit Heinrich J. F. Reinhardt: Das kirchliche Eherecht in der seelsorgerischen Praxis. Orientierungshilfen für die Ehevorbereitung und Krisenberatung. Hinweise auf die Rechtsordnungen der Ostkirchen und auf das islamische Eherecht, Ludgerus-Verlag 2001, ISBN 3-87497-237-2.